# Astrid Seriese
Astrid Seriese (Den Haag, 26 februari 1957) is een Nederlandse jazz-zangeres, actrice en zangpedagoge. 
Seriese werd geboren als dochter van een Indische moeder en een Nederlandse vader als jongste in een gezin van vijf kinderen. Na het atheneum volgde ze aanvankelijk een opleiding op het conservatorium in Amsterdam en de Academie voor Kleinkunst in dezelfde plaats. Na een paar jaar stopte ze met het conservatorium. 

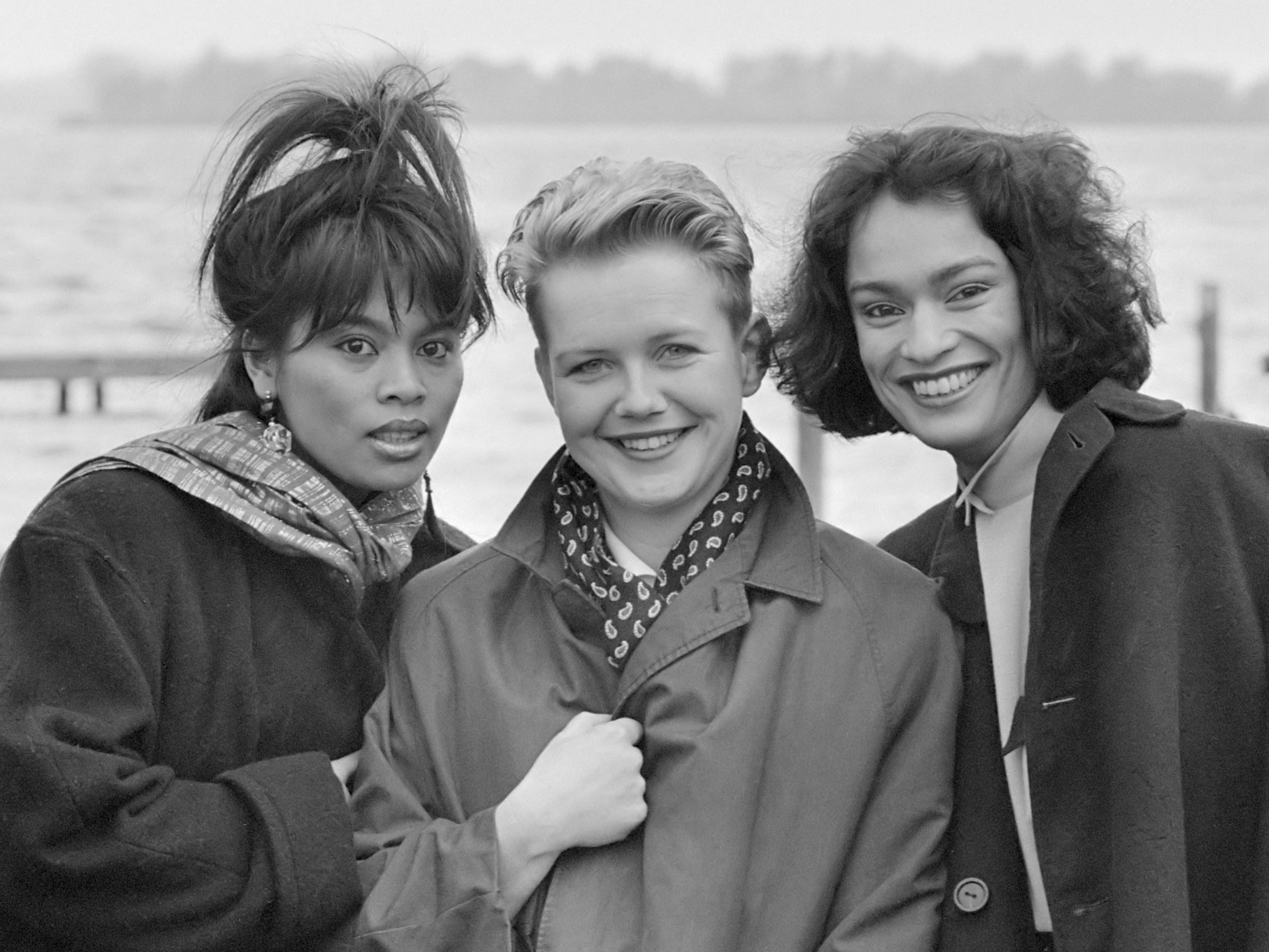
Julya Lo'ko, Mathilde Santing en Astrid Seriese (1985)

In 1985 zong ze -met Mathilde Santing en Julya Lo'ko- in het Nederlandse VARA-team op het Songfestival van Knokke. Het trio won de wedstrijd met het liedje A woman is a sometime thing. Hierna vormde ze een duo met Nedly Elstak. In 1987 volgde haar acteerdebuut in de Nederlandse speelfilm Blonde Dolly. De jaren erop trad ze in verschillende theaterproducties op en toerde door Europa. In Groot-Brittannië was ze in 1991 op de BBC te zien als speelster/zangeres in de muzikale televisieproductie "M is for Man, Music, Mozart" met videobeelden van Peter Greenaway en muziek van Louis Andriessen. (In Nederland uitgezonden door de AVRO.)
In 1992 zong ze mee in Fausto, de opera van componist Harry de Wit. In 1993 kwam haar debuut-cd "Eclipse" uit met daarop bewerkte covers van onder meer Tom Waits, Ray Charles, Alice Cooper en Kurt Weill. Het album werd in Nederland goed ontvangen. Na een theatertournee verscheen in 1994 haar tweede solo-album "Secret World". Samen met Peter Meuris componeerde Seriese in 1995 de muziek bij de vijfdelige NCRV-serie "Veroordeeld". Ook in de jaren die volgden, toerde Seriese door Nederland en bracht ze enkele albums uit. In 2000 stopte ze met haar eigen shows, omdat ze er financieel niet meer van kon leven.
In 2006 begon zij met bassist Wim Essed en beeldend kunstenares Mieke de Haan met performances onder de titel Charcoal Songs.
In 2013 start zij met gitarist/zanger/componist/producer Erwin van Ligten diverse theatershows als Blues & Poetry en Schatten!.
Eind 2018 is een nieuwe theaterproductie gestart, genaamd De Indië Monologen. Hieraan wordt door diverse schrijvers en dichters, acteurs en andere kunstenaars meegewerkt, Zij vertellen verhalen over hun jeugd in Indië. De muzikale omlijsting wordt door Astrid Seriese (zang) en Erwin van Ligten (gitaar) verzorgd.

## Discografie
- 1993 Eclipse
- 1994 M Is for Man, Music, Mozart
- 1994 Secret World
- 1995 Condemned
- 1996 Into Temptation
- 1998 On Children
- 1999 Seriese Live!
- 2001 Nuances van Liefde
- 2007 Wheel Of Life
- 2018 Blues & Poetry (met Erwin van Ligten)